# Diocesi di Zenopoli di Isauria
La diocesi di Zenopoli di Isauria (in latino Dioecesis Zenopolitana in Isauria) è una sede soppressa del patriarcato di Antiochia e una sede titolare della Chiesa cattolica.

## Storia
Zenopoli di Isauria (chiamata anche Zenonopoli), identificabile con Isnebol nell'odierna Turchia, è un'antica sede episcopale della provincia romana di Isauria nella diocesi civile d'Oriente. Faceva parte del patriarcato di Antiochia ed era suffraganea dell'arcidiocesi di Seleucia, come attestato da una Notitia episcopatuum del patriarcato datata al VI secolo.
Sono diversi i vescovi conosciuti di quest'antica diocesi. Un'iscrizione, datata al 488, riporta il nome del vescovo Firmiano. Gennadio figura tra i vescovi che sottoscrissero gli atti del concilio di Costantinopoli nel 553. Eulalio partecipò al terzo concilio di Costantinopoli nel 680/81. Marco sottoscrisse gli atti del concilio in Trullo nel 691/92. Teofilatto infine assistette al secondo concilio di Nicea nel 787.
Per un certo periodo, dopo l'occupazione araba di Antiochia, l'Isauria fu annessa al patriarcato di Costantinopoli. La diocesi di Zenopoli appare nelle Notitiae Episcopatuum di questo patriarcato nel IX, nel X e nel XIII secolo.
Dal XVII secolo Zenopoli di Isauria è annoverata tra le sedi vescovili titolari della Chiesa cattolica; la sede è vacante dal 20 dicembre 2010.

## Cronotassi

### Vescovi greci
- Firmiano † (menzionato nel 488)
- Gennadio † (menzionato nel 553)
- Eulalio † (prima del 680 - dopo il 681)
- Marco † (prima del 691 - dopo il 692)
- Teofilatto † (menzionato nel 787)

### Vescovi titolari
I vescovi di Zenopoli di Isauria appaiono confusi con i vescovi di Zenopoli di Licia, perché nelle fonti citate le cronotassi delle due sedi non sono distinte.
- Luke Wadding † (26 agosto 1671 - 23 agosto 1678 succeduto vescovo di Ferns)
- Luigi Moccagatta, O.F.M.Obs. † (3 marzo 1844[7] - 6 settembre 1891 deceduto)
- Franciszek Albin Symon † (17 dicembre 1891 - 2 agosto 1897 nominato vescovo di Płock)
- Engelbert Voršak † (24 marzo 1898 - 22 agosto 1921 deceduto)
- Stefan Walczykiewicz † (20 luglio 1928 - 12 maggio 1940 deceduto)
- Jean-Baptiste Castanier, M.E.P. † (29 novembre 1940 - 12 marzo 1943 deceduto)
- Anton Scharnagl † (10 aprile 1943 - 19 gennaio 1955 deceduto)
- Jacques Henri Romeijn, M.S.F. † (10 luglio 1955 - 3 gennaio 1961 nominato vescovo di Samarinda)
- Giovanni Ferrofino † (28 ottobre 1961 - 20 dicembre 2010 deceduto)